# آلکساندر اوستلوند
آلکساندر اوستلوند (هلندی: Alexander Östlund؛ زادهٔ ۲ نوامبر ۱۹۷۸) یک بازیکن فوتبال اهل سوئد است.

## باشگاهی
از باشگاه‌هایی که در آن بازی کرده‌است می‌توان به ویتوریا گیمارش، فاینورد، و ساوت‌همپتون اشاره کرد.

## تیم ملی
وی همچنین در تیم ملی فوتبال سوئد بازی کرده است.